# Träumerei
Träumerei (トロイメライ?, Toroimerai) è il quarto album della rock band visual kei giapponese Plastic Tree. È stato pubblicato il 21 settembre 2002 dall'etichetta indie ATMARK CORPORATION.
Esistono due edizioni dell'album: una normale con custodia jewel case, ed una speciale in edizione limitata con custodia digipack in cartoncino argentato.

## Tracce
Tutti i brani sono testo di Ryūtarō Arimura e musica di Tadashi Hasegawa, tranne dove indicato.

Dopo il titolo è indicata fra parentesi "()" la grafia originale del titolo.
1. Rikashitsu (理科室?) - 5:05
2. Glider (グライダー?) - 4:45 (Ryutaro Arimura - Akira Nakayama)
3. Aoi tori (蒼い鳥?) - 4:57 (Ryutaro Arimura)
4. Chiriyuku bokura (散リユク僕ラ?) - 4:21 (Ryutaro Arimura - Akira Nakayama)
5. Petshop (ペットショップ?) - 4:41
6. Zange wa yokushitsu de (懺悔は浴室で?) - 4:59
7. Akai kutsu (赤い靴?) - 5:27 (Tadashi Hasegawa - Akira Nakayama)
8. Gerbera (ガーベラ?) - 4:12 (Ryutaro Arimura)
9. Chiba-shi, Wakaba-ku, 6 ji 30 pun. (千葉市、若葉区、6時30分。?) - 3:18
10. Platform (プラットホーム?) - 3:37 (Ryutaro Arimura - Akira Nakayama)
11. Hello (Hello?) - 5:33 (Ryutaro Arimura - Akira Nakayama)
12. Ame ni utaeba (雨ニ唄エバ?) - 6:45

## Singoli
- 14/11/2001 - Chiriyuku bokura
- 26/06/2002 - Aoi tori

## Formazione
- Ryūtarō Arimura - voce e seconda chitarra
- Akira Nakayama - chitarra e cori
- Tadashi Hasegawa - basso e cori
- Hiroshi Sasabuchi - batteria